# میان من و او
میان من و او و (به انگلیسی: Between Him and Me) فیلمی هندی محصول سال ۲۰۱۲ و به کارگردانی لال جوزه است. در این فیلم بازیگرانی همچون پریتویراج سوکوماران، پراتپ پوتن، ناراین، ساموروتا سونیل، ریما کالینگال، رمیا نامبسان، کالاباوان مانی، سلیم کومار، سورابی لاکشمی و سوکوماری ایفای نقش کرده‌اند.